# Кайседо, Хенри
Хенри Кайседо Гонсалес (исп. Henry Caicedo González; 18 июля 1951, Кали — 18 января 2023) — колумбийский футболист, играл на позиции защитника. Участник Олимпийских игр 1972 года.

## Биография

### Клубная карьера
В течение 11 сезонов Кайседо играл за «Депортиво Кали», в составе которого выиграл два чемпионских титула в 1970 и 1973 годах. В 1978 году вместе с командой дошёл до финала Кубка Либертадорес 1978 года, в котором колумбийская команда проиграла по итогам двухматчевого противостояния аргентинской «Боке Хуниорс». В 1980 году перешёл в «Индепендьенте Медельин», в котором в 1981 году завершил карьеру.

### Карьера в сборной
Кайседо был включён в состав сборной Колумбии для участия на олимпийском футбольном турнире 1972 года, но на поле так и не появился.
Спустя три года принимал участие на Кубке Америки 1975 года, где Колумбия дошла до финала, в котором со счётом 1:0 проиграла сборной Перу. Всего за сборную Колумбии сыграл 11 матчей и не отметился забитыми мячами.

### Смерть
Скончался 18 января 2023 года в возрасте 71 года от осложнений после перенесённого инсульта.

## Достижения
«Депортиво Кали»
- Чемпион Колумбии (2): 1970, 1974